# 片岡俊一
片岡 俊一（かたおか しゅんいち）は、日本の工学者である。弘前大学理工学部地球環境防災学科教授。専門は地震工学、土木工学。

## 来歴・人物
1982年、埼玉大学工学部建設工学科卒業。1999年、東京工業大学大学院総合理工学研究科博士後期課程修了。工学博士（東京工業大学）。（株）清水建設技術研究所研究員を経て、2001年4月より弘前大学理工学部地球環境科学科助教授。2007年4月より同准教授。2017年4月同大学理工学部地球環境防災学科教授に昇任。

## 主要論文
- 「青森県野辺地町にある強震観測点の震動特性」（『東北地域災害科学研究』 , 50 , 31-36 , 2014年）
- 岡田敬一,白石理人,片岡俊一、「変位記憶型センサによる構造モニタリングシステムの開発と実建物への適用と検証」 『日本建築学会技術報告集』 2014年 20巻 44号 p.61-66, doi:10.3130/aijt.20.61
- ハザリカ・へマンタ,片岡俊一,笠間清伸 ほか、「青森県・岩手県北部における地震と津波による複合地盤災害」 『地盤工学ジャーナル』 2012 年 7 巻 1 号 p. 13-23, doi:10.3208/jgs.7.13
- 「東北地方太平洋沖地震による青森県・岩手県北部の被災状況の調査概要」 『地盤工学会誌』 , 59(6) , 26-29 , 2011年, NAID 110008672998
- 松冨英夫,原田賢治,小笠原敏記 ほか、「2010年チリ地震津波の諸相」『津波工学研究報告』 東北地域災害科学研究 47, 83-88, 2011-03, NAID 40018810116
- "LONG PERIOD GROUND MOTION OBSERVED IN SENBOKU PLAIN, MIYAGI PREFECTURE DURING THE 2008 IWATE-MIYAGI NAIRIKU EARTHQUAKE" （『日本地震工学会論文集』 , 11(5) , 17-27 , 2011年）
- 「奥州市衣川総合支所における臨時地震観測」（『東北地域災害科学研究』 , 46 , 69-74 , 2010年）
- "ESTIMATION OF THE FAULT FOR THE 1924 TANZAWA EARTHQUAKE(Mj7.3) AND EVALUATION OF STRONG GROUND MOTIONS IN THE TOKYO METROPOLITAN AREA" （『日本建築学会構造系論文集』 , 75(650) , 723-730 , 2010年）
- 片岡俊一,境茂樹,栗田勝実 ほか、「建築物における強震観測の現状調査」 『日本建築学会技術報告集』 2010年 16巻 32号 p.87-90, doi:10.3130/aijt.16.87
- 「衣川震度観測点に関する調査報告」（『東北地域災害科学研究』 , 45 , 105-110 , 2009年）
- 「青森市における臨時地震観測に与える建物振動の影響」 『東北地域災害科学研究』 44, 63-68, 2008-03, NAID 40015930895
- 「連続微動観測から見た住宅の固有振動数と積雪との関係」（『東北地域災害科学研究』 , 43 , 51-55 , 2007年）
- "Amplification factors of ground motion indices in Aomori prefecture estimated from observed ground motion" （『日本地震工学会論文集』 , 7(2) , 110-129 , 2007年）
- 「2004年-2005年の降雪による青森県内の家屋等の被害概要」（『東北地域災害科学研究』 , 42 , 173-177 , 2006年）
- 「標準貫入試験により生成される表面波を利用した地下構造推定の試み」（『弘前大学理工学部研究報告』 , 8(2) , 67-76 , 2006年）
- 「2003年十勝沖地震の余震地動の強さ」（『東北地域災害科学研究』 , 41 , 49-54 , 2005年）
- 片岡俊一,市村強,菊地俊紀、「近接したK-NET観測記録から見た青森県震度情報ネットワークの計測震度の特徴」 『地震工学論文集』 2005年 28巻 p.86, doi:10.11532/proee2005a.28.86
- 「基礎の反力を利用した既存木造住宅の加力実験（構造）」（『日本建築学会技術報告集』 , 19 , 117-122 , 2004年）
- 「高齢者率を考慮した地震時負傷者数の推定 －日本海中部沖地震を想定例として」（『東北地域災害科学研究』 , 40 , 101-104 , 2004年）
- 「2003年5月26日宮城県沖地震による東北新幹線高架橋破損地点の地形条件」（『東北地域災害科学研究』 , 40 , 37-42 , 2004年）
- 「北上低地の強震観測点における地盤振動測定」（『地盤工学研究発表会 発表講演集』 , JGS39(0) , 2061-2062 , 2004年）
- 「青森県津軽地域の震度観測点における表層地殻の平均S波速度の推定」（『地盤工学研究発表会 発表講演集』 , JGS38(0) , 2091-2092 , 2003年）
- 「地下石油備蓄菊間基地における地震時間隙水圧の変動について」（『第11回日本地震工学シンポジウム』, 231-236, 2002年）
- 「青森県周辺における地震動指標の距離減衰特性とサイト増幅特性」 『第11回日本地震工学シンポジウム』, 35-38, 2002年, NAID 20000688589
- 片岡俊一,大町達夫、「盆地内のやや長周期地震動の簡便な推定手法」 『土木学会論文集』2001年 2001巻 675号 p.63-71, doi:10.2208/jscej.2001.675_63
- 片岡俊一,片岡正次郎,大町達夫、「観測記録と数値シミュレーションから推定される1995年兵庫県南部地震によるやや長周期地震動の伝播特性」 『自然災害科学』自然災害科学 00016(00002), 125-142, 1997-08-30, NAID 110002941634
- 片岡俊一,川瀬博、「微動と発破記録の表面波解析から推定される神戸市東灘区における地下構造」 『地震 第2輯』1998年 51巻 1号 p.99-112, doi:10.4294/zisin1948.51.1_99